# Canvi intern

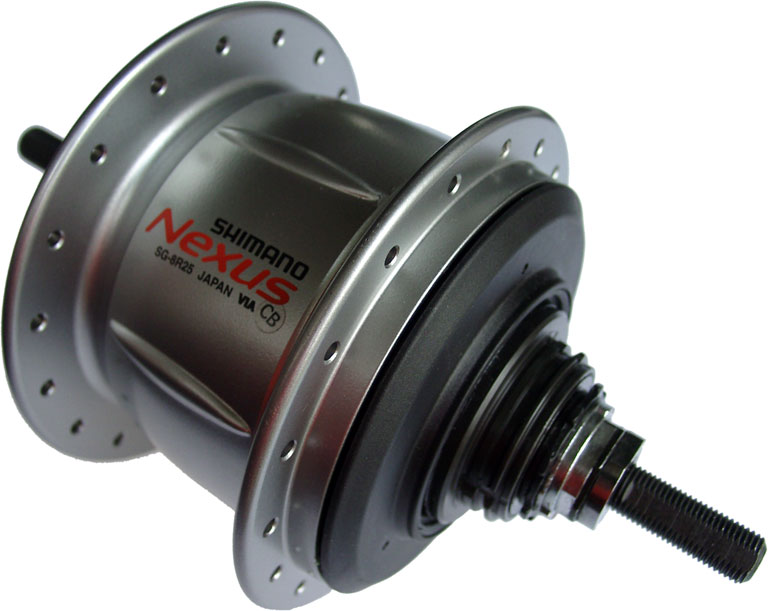
Canvi intern de 8 velocitats Shimano

Un canvi intern, canvi de boixa o canvi intern de boixa (CIB) de bicicleta és un sistema anàleg al canvi de bicicletes extern, però usant engranatges com en una caixa de canvis de moto o cotxe. El canvi intern es troba dins el boixa de la roda posterior i venen de 2, 3, 5, 7, 8 i fins a 14 marxes. Els canvis interns s'utilitzen sobretot en les bicicletes domèstiques i diversos tipus de bicicleta de rodes petites, com les bicicletes plegables. Els canvis interns funcionen per engranatges planetaris, el que significa que la part exterior de la unitat de la boixa (que s'adjunta als radis) faci que canviï de velocitat pel que fa al pinyó de la roda posterior, depenent que marxa se seleccioni.

## Història

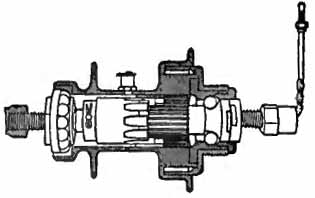
Diagrama d'un canvi intern de boixa de 2 velocitats del 1911

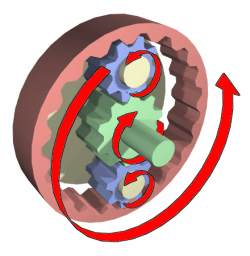
En aquest mecanisme de engranatge epicicloïdal simple, l'eix interior (verd) transmet el moviment d'entrada dels dos "engranatges planetaris" (blau), els quals giren lliurement sobre la corona fixa (groc), la qual gira lliurement sobre l'anell exterior (en vermell).

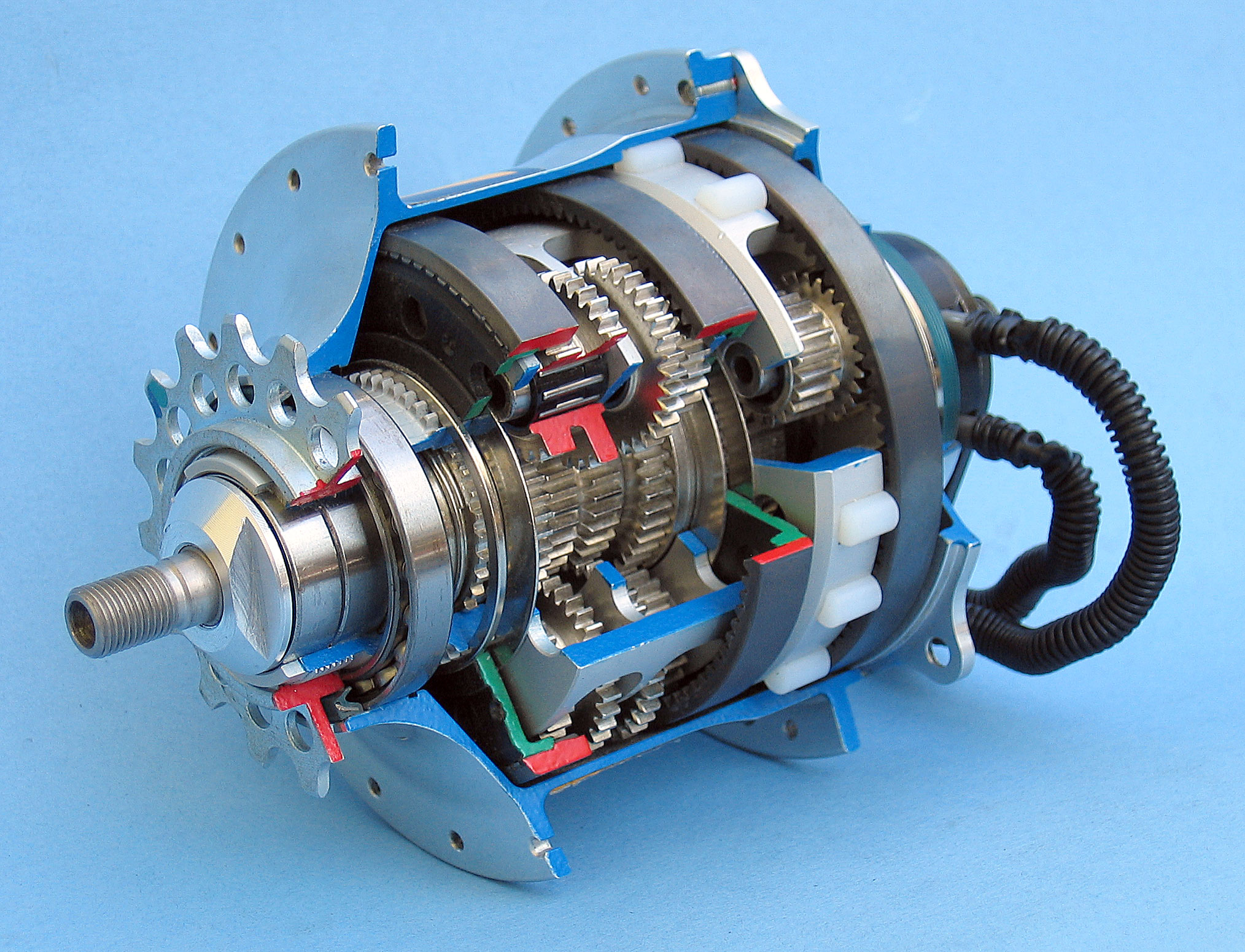
Diagrama d'un engranatge planetari en un Rohloff amb 14 velocitats (Speedhub 500/14)

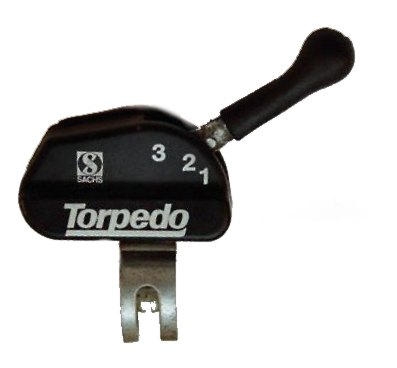
Palanca de canvi de Fichtel & Sachs

El 1896 William Reilly de Salford, Anglaterra va patentar una boixa de 2 velocitats que va entrar en producció el 1898 com «The Hub». Va ser un gran èxit, romanent en la producció durant una dècada. Ràpidament es va establir la viabilitat dels engranatges epicicloïdals compactes per a bicicletes.
Als Estats Units i a menor escala al Regne Unit, els canvis interns són menys comuns que els canvis tipus desviador, quin és el sistema d'engranatges dominant en les bicicletes més modernes en aquests països. No obstant això, en la majoria de l'Europa Continental, sistemes de canvis interns són més populars. Per exemple, Vélib i Bicing, els programes públics de lloguer o de préstec de bicicletes a París i Barcelona, les bicicletes d'ús són de canvis interns de 3 velocitats. A diferència de canvis tipus desviador, on els engranatges i mecanismes estan exposats a la intempèrie, els engranatges i lubricants estan segellats en l'eix de la roda posterior de la bicicleta. Els engranatges es canvien per un cable que és ajustat o afluixat per una palanca de canvi de polze o per un desviador de puny tipus twist grip.
A més, canvis interns en general han estat tornant en els últims anys - amb el llançament de set i vuit velocitats de Sturmey-Archer i Shimano i el de 14 velocitats de Rohloff fabricada en Kassel, Alemanya. Es podria dir que un dels millors canvis interns ha de ser el Sturmey Archer AW de tres velocitats que es va fer gairebé sense canvis durant seixanta anys i encara està en producció, si bé, en forma modificada.

## Tècnic
Els canvis interns de boixa es divideixen en tres tipus bàsics tots ells amb les mateixes característiques i aplicacions físiques i tècniques bàsiques
1. Els «boixes amb canvis i fre tipus contrapedal» (on el sistema de canvis, així com el de fre de pedal, estan integrats al rodet).
2. Els «rodets amb fre de tambor» (on el sistema de canvis, així com el de fre manual, estan integrats al rodet).
3. Els «boixes sense fre i pinyons lliures» (on només el sistema de canvis està integrat al rodet).

## Prestacions
- Permet canviar sense pedalar, fet interessant per al ciclisme urbà, víctima de múltiples parades als semàfors. En els canvis tipus desviador extern la cadena de la bicicleta ha d'estar en moviment per fer els canvis.
- Menys avaries i manteniment. Sol ser un sistema segellat contra el fang, la pols, la sorra o l'aigua, pel fet que el mecanisme està segellat al rodet i banyat en lubrificant no estigui exposat a la brutícia o el clima. En conseqüència, els canvis de boixa necessiten menys manteniment que els canvis tipus desviador extern, i són més fiables, que ho fa convenient per a les bicicleta urbana.
- Llarga vida també a la cadena, que treballa sempre en línia, a diferència dels canvis externs on és arrossegada, amunt i avall, a través de les diferents corones.
- Ja que la cadena no es mou cap als costats, pot ser cobert amb un cobrecadena, o fins i tot completament tancat, protegint la roba del ciclista del greix i danys, útil per al ciclisme domèstic. Una cadena proteguida mantindrà la lubricació neta i dura molt més que si estigués exposada.
- Els canvis de boixa interns no són susceptibles a danys per impacte en l'ús o quan es transporta la bicicleta.
- El canvi és més suau que en els canvis de velocitats tipus desviador del darrere.
- Els radis de la roda posterior són simètriques en ambdós costats de la bicicleta. Ràdios simètrics de forma més equitativa distribueixen la càrrega en la roda del darrere i són un avantatge per a altes càrregues en bicicletes domèstiques així com en les bicicletes de turisme.
- Les velocitats són efectives i no es dupliquen, contrari als canvis tipus desviador extern. Presenta un increment gradual i regular d'una velocitat a la següent.
- És més fàcil d'incloure en un quadre no preparat.
- El pes sol augmentar uns centenars de grams.
- Desplaça el centre de gravetat cap a la roda del darrere i pot ser indesitjable.
- Són complexos i pràcticament impossible per al ciclista comú reparar. No obstant això, les falles, generalment, donen més que suficient temps d'advertència, i els canvis de boixa són molt menys propensos a la ruptura de la cadena i el col·lapse sobtat de la roda que pot afectar els canvis extern tipus desviador. Disponibilitat de peces és generalment bona i reparació sovint és una opció atractiva.
- Solen ser molt més cars i disposar de menys velocitats. Encara que millor aprofitades perquè el canvi extern té marxes gairebé repetides i no es poden fer servir totes les combinacions de plat pinyó per evitar un encreuament de cadena excessiu.
- Augmenta la massa no suspesa i entorpeix una mica la suspensió.
- Dificulta una mica canviar la roda del darrere.
- El quadre pot requerir alguna adaptació o tenir unes característiques poc comunes. Exemples: adaptador perquè el canvi del darrere no giri[2] o un ISCG per al canvi en el pedaler Hammerschmidt[3][4] de Truvativ

## Models

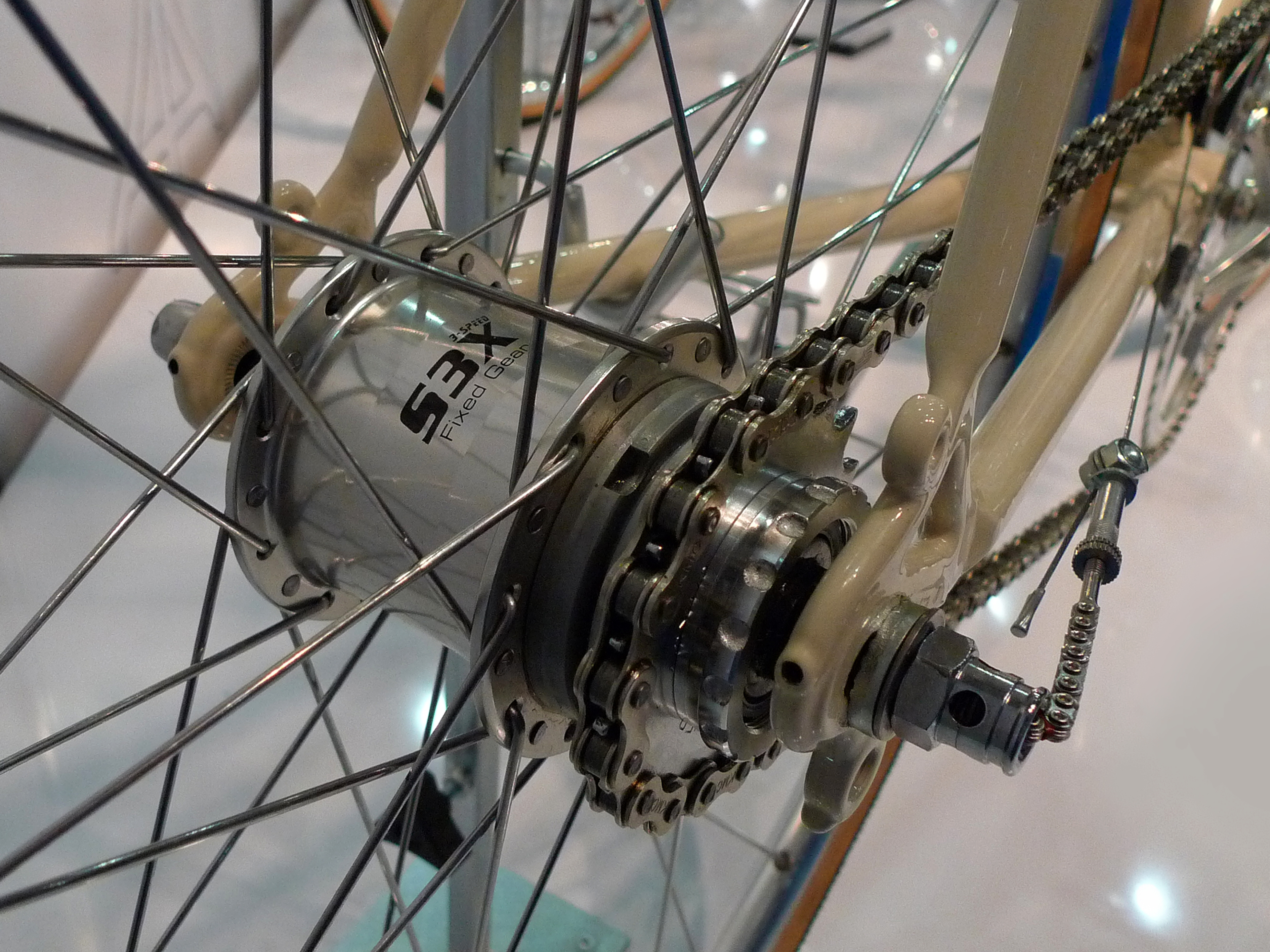
Canvi intern de 3 velocitats amb pinyó fix Sturmey-Archer

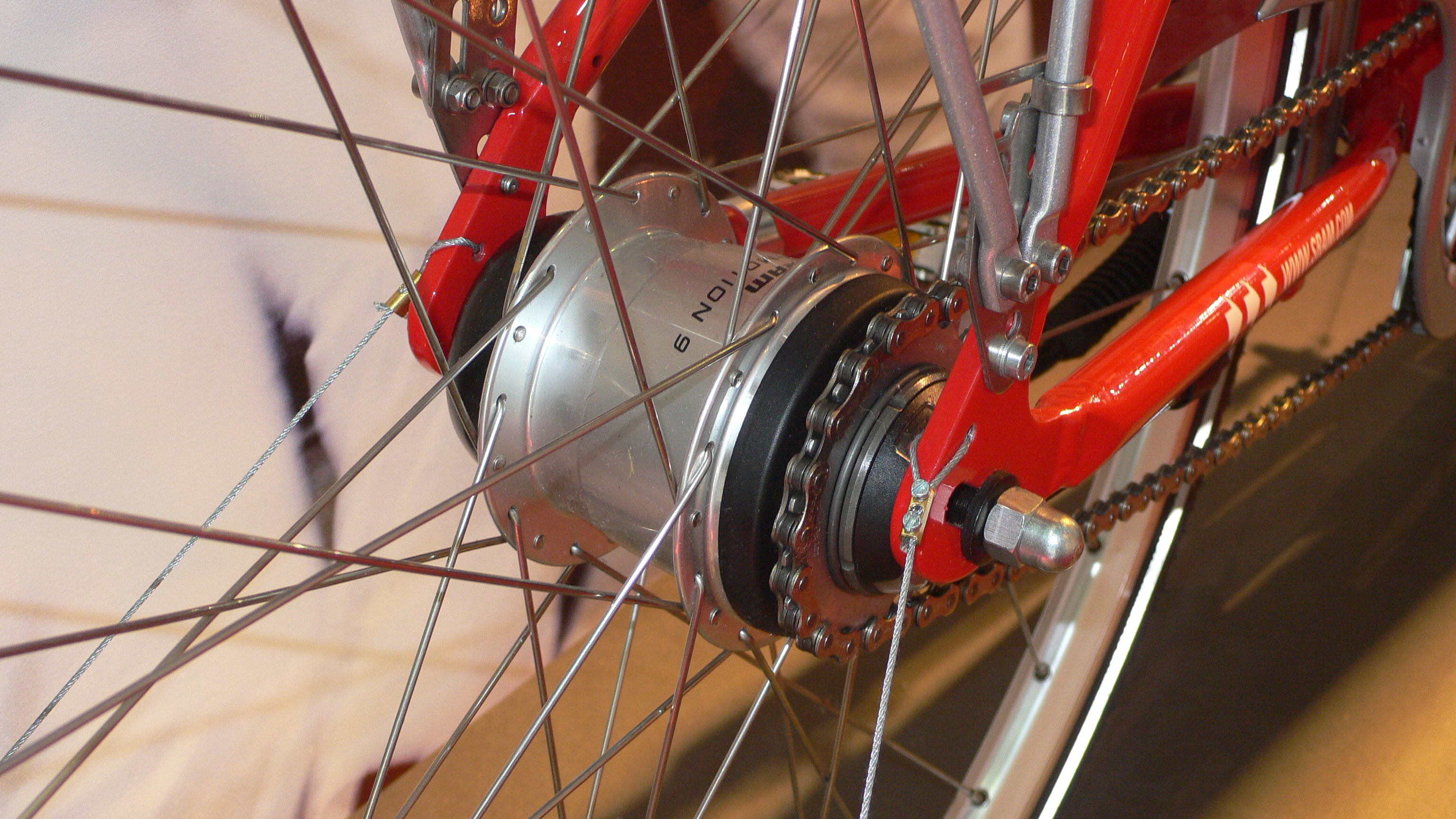
SRAM i- 9 amb fre contrapedal

Alguns models disponibles actualment i en el passat: 
Shimano
* NEXUS - 3 velocitats
* NEXUS - 7 velocitats
* NEXUS - 8 velocitats
* ALFIN (8 velocitats)
SRAM
* T3
* P5
* P5 Càrrec
* S7
* I-MOTION 3
* I-MOTION 9
Sturmey-Archer
* 2 velocitats Duomatic
* 3 velocitats Piñon Fix
* 3 velocitats
* 5 velocitats
* 8 velocitats
Rohloff
* Speedhub 500/14 (14 velocitats)
Fichtel & Sachs
* Torpede DUOMATIC (2 velocitats)
* Torpede AUTOMATIC (2 velocitats)